# میله‌دندان
میله‌دندان (نام علمی: Mochlodon suessi) نام یک گونه از راسته پرنده‌کفلان است.